# Amblyglyphidodon batunai
Amblyglyphidodon batunai is een  straalvinnige vissensoort uit de familie van rifbaarzen of koraaljuffertjes (Pomacentridae). De wetenschappelijke naam van de soort is voor het eerst geldig gepubliceerd in 1995 door Allen.